# Вулиця Саксаганського (Прилуки)
Вулиця Саксаганського — вулиця у місті Прилуках (районний центр Чернігівської області).
Розташована у південно-західній частині міста, у селищі Будмаш. Пролягає від вулиці Паризької Комуни до вулиці Челюскінців. Закінчується будинком №34 та колишнім кар'єром на території заводу ЗБВ (Залізобетонних виробів). Прилучаються 2-й провулок Саксаганського — в'їзд 18 Вересня — вулиця 18 Вересня — Рокитний в'їзд — вулиця Рокитна — провулок Саксаганського.

## Історія
Прокладена 1949 року. Названа на честь Панаса Карповича Саксаганського (справжнє прізвище Тобілевич) (1859-1940) - укр. актора й режисера, народного артиста України. 15-17 квітня року 1914 П. Саксаганський гастролював у Прилуках у складі трупи Барвінського.

## Установи
У будинку №14 розташована Прилуцька ЗОШ №3.